# Skigebiet Toggenburg

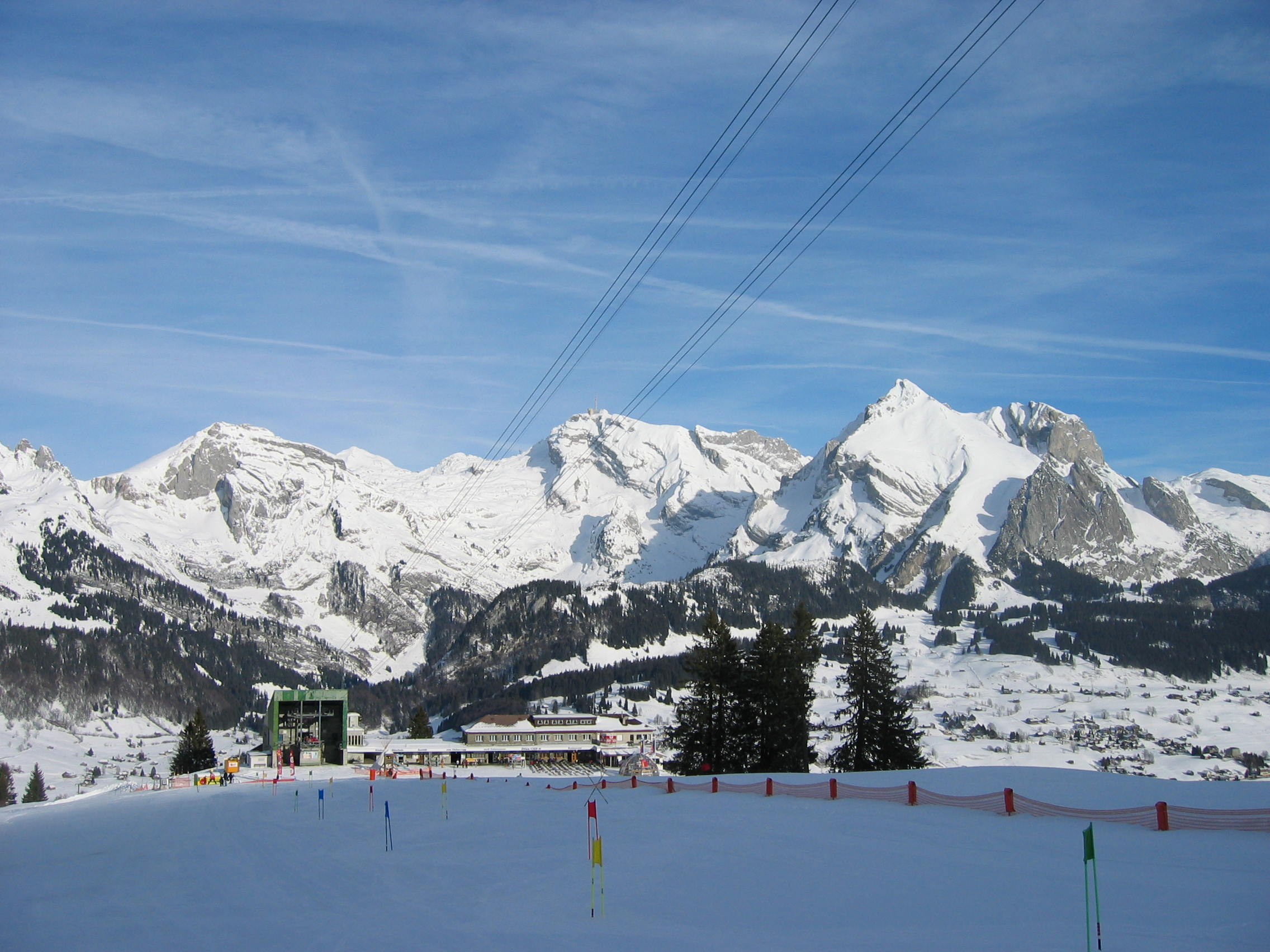
Iltios mit Talstation der Luftseilbahn Iltios–Chäserrugg, im Hintergrund Säntis und Wildhauser Schafberg

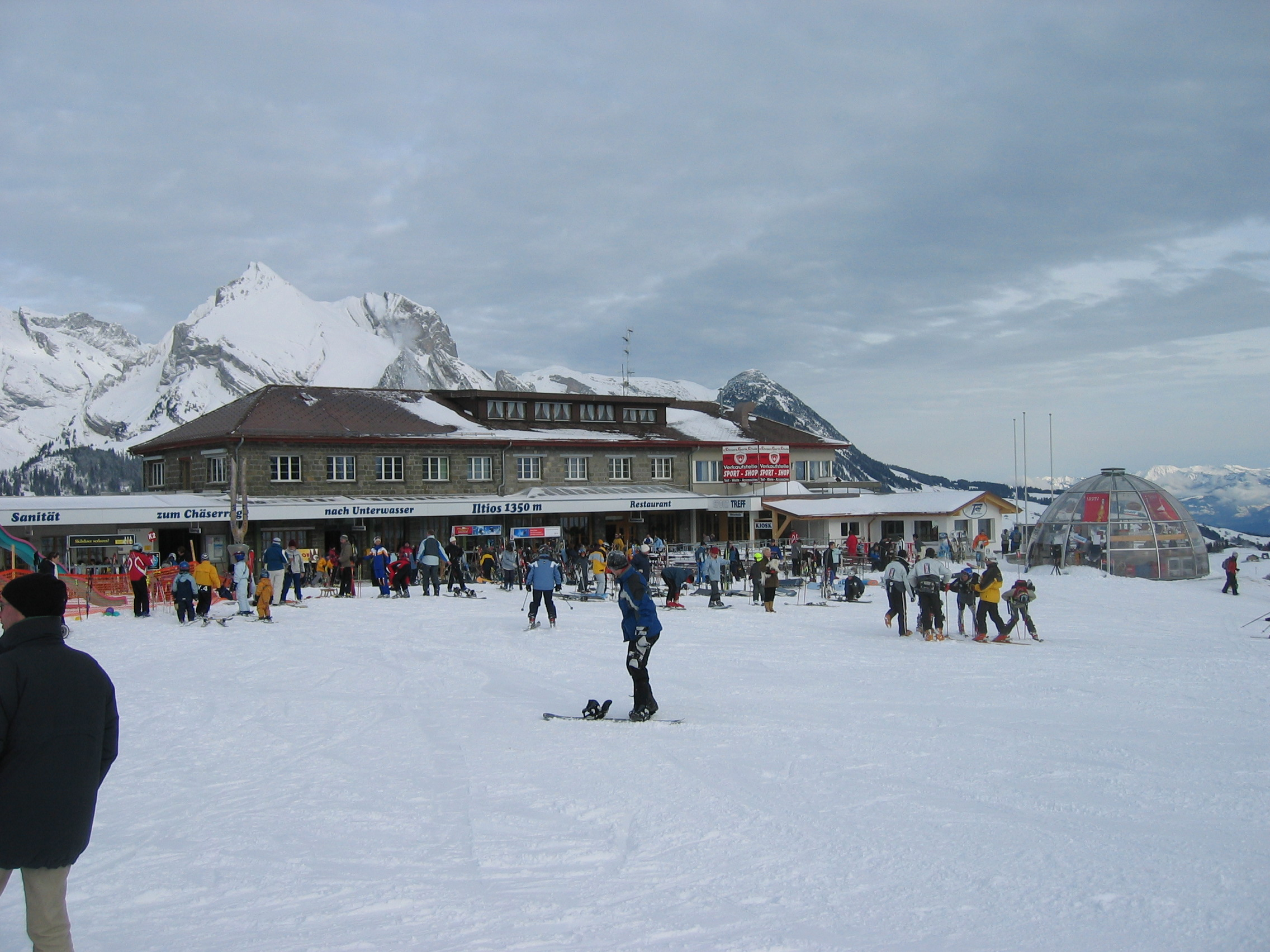
Bahnstation und Bergrestaurant Iltios

Das Skigebiet Toggenburg in der Gemeinde Wildhaus-Unterwasser-Alt St. Johann liegt im Ostschweizer Kanton St. Gallen im Obertoggenburg. Seit der Wintersaison 2019/20 ist wegen des Streits der beiden grössten Bergbahnunternehmungen das Skigebiet Toggenburg in die beiden Skigebiete oberhalb Unterwasser/Alt St. Johann (Skigebiet Chäserrugg) und Wildhaus (Skigebiet Wildhaus) getrennt.

## Geographie
Das Tal liegt zwischen dem Alpstein und den Gipfeln der Churfirsten. Das zurzeit getrennte Hauptskigebiet liegt am Nordhang der Churfirsten und verbindet die Pisten von Wildhaus zum Gamserrugg, von Unterwasser zum Chäserrugg sowie von Alt St. Johann zum Ruestel; es liegt auf einer Höhe von 900 bis 2262 m ü. M. Seit der Wintersaison 2019/20 sind die Skigebiete Wildhaus und Chäserrugg nicht mehr miteinander verbunden. Eine Skipiste am Südhang oberhalb von Wildhaus wird von der Gondelbahn Gamplüt erschlossen.
Das Skigebiet Toggenburg ist ein Karstlochgebiet. Das Skifahren, Schneeschuhlaufen und Wandern ist abseits von Pisten, Wegen und Strassen wegen den bis zu 150 Metern tiefen Karstlöchern lebensgefährlich.

## Streit der Bergbahnen

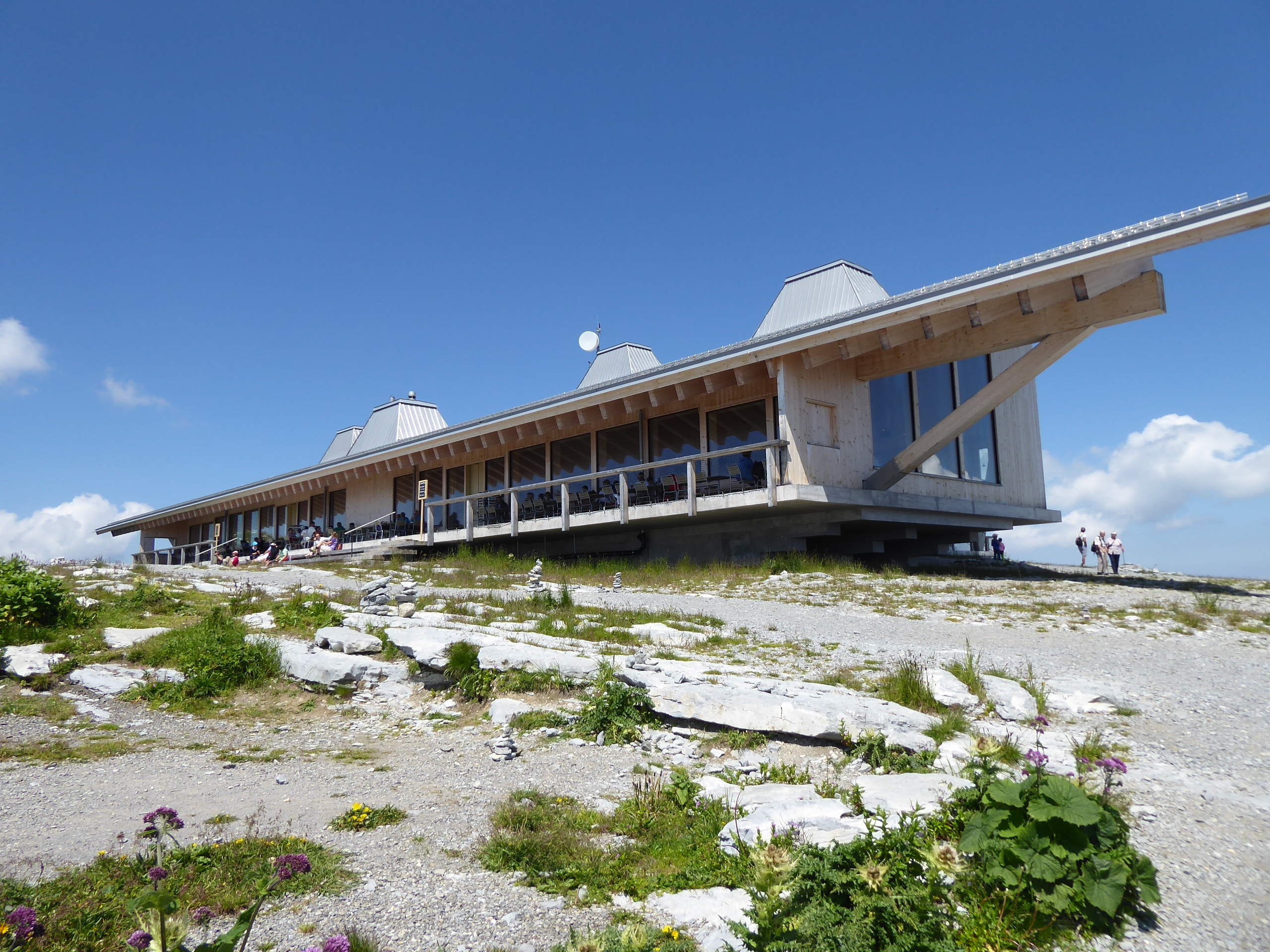
In das vom Architekturbüro Herzog & de Meuron projektierte Gipfelgebäude auf Chäserrugg investierten die Toggenburg Bergbahnen sieben Millionen Franken.

Im Frühjahr 2015 nahmen die Toggenburg Bergbahnen überraschend die regionale Wandertageskarte und das Sommersaisonabonnement aus ihrem Angebot. Nach monatelangen Verhandlungen einigten sich die Toggenburg Bergbahnen und die Bergbahnen Wildhaus während des Sommers 2015 über die Verteilung der Einnahmen aus dem gemeinsamen Tarifverbund. Die Toggenburg Bergbahnen forderten nach den millionenschweren Investitionen in das neue Gipfelgebäude von Herzog & de Meuron auf dem Chäserrugg und die neue Gondelbahn Espel–Stöfeli–Chäserrugg einen grösseren Anteil der Einnahmen.

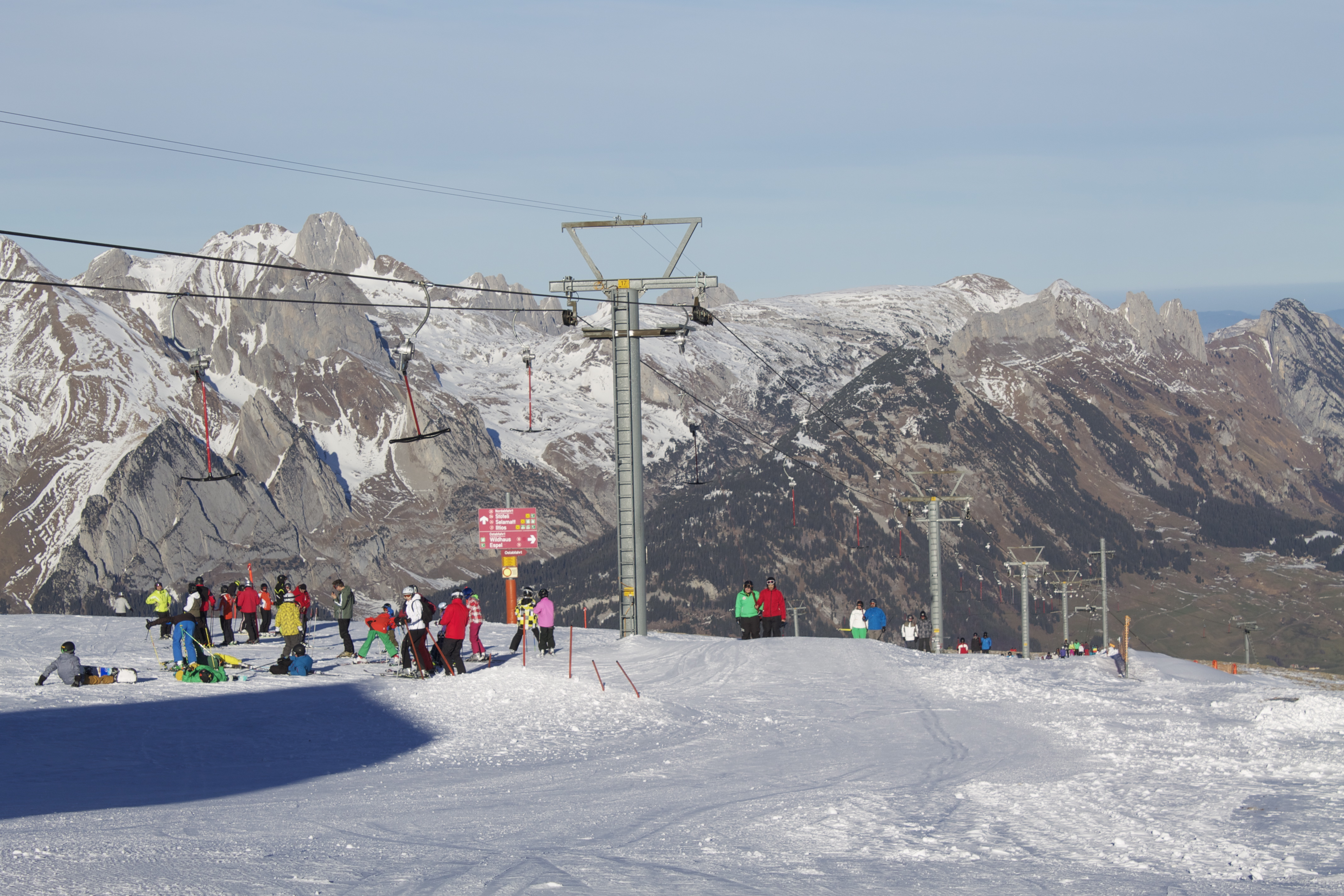
Bergstation des Schlepplifts auf dem Chäserrugg

2017 machten die Toggenburg Bergbahnen den Bergbahnen Wildhaus ein feindliches Übernahmeangebot und wollten die Mehrheit deren Aktien für 25 Franken pro Aktie,
die in den 360 Tagen davor zwischen 160 und 200 Franken wert waren,
kaufen. Die Toggenburg Bergbahnen verlängerten ihr Angebot an die Aktionäre der Bergbahnen Wildhaus zunächst bis zum 10. November 2017,
dann bis zum 30. September 2019
und zum dritten Mal bis Ende August 2020.
Die St. Galler Kantonsregierung verlangte von den beiden Toggenburger Bergbahnen, sich auf eine gemeinsame Skikarte zu einigen, und lehnte ein Gesuch um ein Darlehen von fünf Millionen Franken der Bergbahnen Wildhaus für den Bau einer neuen Sechser-Sesselbahn und eine optimierte Beschneiung mit 15 Millionen Franken Kosten ab. Damit waren auch fünf Millionen Franken des Bundes im Rahmen der neuen Regionalpolitik blockiert. Die Kantonsregierung versuchte zu vermitteln, aber die Toggenburg Bergbahnen beharrten auf der Kündigung des Tarifverbunds.
Seit der Wintersaison 2019/20 müssen sich die Wintersportler nun entscheiden, ob sie den Skitag im Skigebiet Chäserrugg in Alt St. Johann/Unterwasser oder in Wildhaus verbringen.
Der Verteilkampf zwischen den beiden Bergbahnen führte zu einem Rückgang der Hotelbuchungen.
Das Skigeschäft und die Bar des ehemaligen Wildhauser Skirennfahrers Karl Alpiger verzeichneten im Winter 2019/20 einen Umsatzrückgang von 20 Prozent.
In der Kritik steht insbesondere Mélanie Eppenberger, Verwaltungsratspräsidentin der Toggenburg Bergbahnen,
aber auch der Skispringer Simon Ammann, der sich im Verwaltungsrat der Toggenburg Bergbahnen engagiert.
Eppenberger wurde bereits 2011
und 2014 wegen ihrer spärlichen Informationspolitik kritisiert.
Die Toggenburg Bergbahnen arbeiten seit der Wintersaison 2019/20 mit der Gondelbahn Gamplüt auf der anderen Talseite zusammen. Ihre Sommer- und Winterabonnemente sind auch auf der Gamplüt-Bahn gültig.
Die Bergbahnen Wildhaus haben ihr Ausbauprojekt redimensioniert und am 23. Oktober 2019 bekannt gegeben, dass die Finanzierung des 11,6-Millionen-Projekts mit der neuen Sechser-Sesselbahn Oberdorf-Freienalp, einem Kinderlift im Oberdorf und Optimierungen bei der technischen Beschneiung steht und auf die Wintersaison 2020/21 realisiert werden soll.
| [ 13 ]                      | Toggenburg Bergbahnen AG                          | Bergbahnen Wildhaus AG                             |
| --------------------------- | ------------------------------------------------- | -------------------------------------------------- |
| Aktienkapital (per GV 2017) | 21'000'000 Franken                                | 6'731'200 Franken                                  |
| Anzahl Aktionäre            | keine Angaben                                     | 2062                                               |
| Anzahl Aktien               | keine Angaben                                     | 33'656                                             |
| Steuerwert pro Aktie        | 100 Franken                                       | 200 Franken                                        |
| Investitionen               | in den Jahren 2012–2017: ca. 37 Millionen Franken | in den Jahren 1992–2017: über 30 Millionen Franken |
| Schulden                    | keine Angaben                                     | 3'140'000 Franken                                  |
| Erlös Gastronomie           | 7'215'000 Franken                                 | 2'672'298 Franken                                  |
| Anteil Gastro-Einnahmen     | Winter 64 % Sommer 36 %                           | Winter 75 % Sommer 25 %                            |
| Anteil aus dem Tarifverbund | 51,3 Prozent                                      | 48,7 Prozent                                       |

Am 9. Mai 2020 teilten die Toggenburg Bergbahnen den Wildhauser Aktionären überraschend mit, dass sie die im September 2019 unterbreitete Fusionsofferte «aufgrund veränderter Bedingungen» vorzeitig zurückziehen. Damit meinten sie den Bau des neuen Sessellifts im Wildhauser Oberdorf, dessen finanzielle Tragbarkeit sie in Frage stellten. Die beiden Bahnen sind jedoch zu klein, um getrennt im Markt zu bestehen und drohen damit zu Nischenanbietern mit eingeschränktem Angebot und tiefen Preisen zu werden. Bei der Konkurrenz im benachbarten Vorarlberg und Graubünden geht die Tendenz in die umgekehrte Richtung. Der Ticketkauf wird für die Gäste so attraktiv wie möglich gemacht.

## Das Skigebiet
Das 68 km Pisten umfassende zurzeit getrennte Hauptskigebiet wird durch 14 Transportanlagen erschlossen: eine Standseilbahn, eine Pendelbahn, vier kuppelbare Sesselbahnen, eine Kombibahn mit kuppelbaren Sesseln und Gondeln, eine Gondelbahn und fünf Skilifte. Eine weitere Pendelbahn steht auf der anderen Talseite (Gamplüt). Funparks, Langlaufloipen, Schlittelpisten und Winterwanderwege werden ebenfalls unterhalten. Das Gebiet ist in der schneefreien Zeit sehr beliebt für Bergwanderungen (siehe auch: Klangwelt Toggenburg).

### Bahnanlagen

#### Skigebiet Wildhaus (Bergbahnen Wildhaus)
| Nr.                        |  | Name                    | Typ                            | Länge  | Höhen- differenz | Kapazität | Baujahr | Abbruch | Hersteller                                   |
| -------------------------- |  | ----------------------- | ------------------------------ | ------ | ---------------- | --------- | ------- | ------- | -------------------------------------------- |
| A                          |  | Wildhaus-Oberdorf       | 4er-Sesselbahn                 | 0792 m | 213 m            | 1800 P/h  | 1995    |         | Doppelmayr                                   |
| B                          |  | Oberdorf-Freienalp      | 6er-Sesselbahn                 | 1289 m | 218 m            | 2000 P/h  | 2020    |         | Garaventa                                    |
| C                          |  | Oberdorf-Gamsalp        | 4er Sesselbahn                 | 2028 m | 545 m            | 2000 P/h  | 2003    |         | Garaventa                                    |
| D                          |  | Gamsalp-Gamserrugg      | Skilift                        | 1688 m | 353 m            | 1000 P/h  | 1965    |         | Oehler(umgebaut:Garaventa)                   |
| E                          |  | Oberdorf                | Skilift (Tellerlift)           | 0386 m | 69 m             | 0500 P/h  | 2020    |         | Garaventa                                    |
| Ehemalige Anlagen (Auszug) |  |                         |                                |        |                  |           |         |         |                                              |
| E                          |  | Oberdorf                | Skilift                        | 0432 m | 075 m            | 0990 P/h  | 1962    | 2020    | Städeli                                      |
| F                          |  | Gültenweid              | Skilift                        | 0500 m | 057 m            | 0752 P/h  | 1974    | 2020,   | Städeli                                      |
| G                          |  | Freienalp               | Skilift                        | 1092 m | 236 m            | 1000 P/h  | 1974    | 2020,   | Habegger                                     |
| H                          |  | Thur                    | Skilift                        | 0421 m | 104 m            | 0680 P/h  | 1964    | 2018,   | Städeli                                      |
| -                          |  | Oberdorf-Gamsalp        | 3er Sesselbahn                 | 2012 m | 544 m            | 1800 P/h  | 1982    | 2003    | Garaventa                                    |
| -                          |  | Kollersweid-Klegersweid | Skilift                        | 710 m  | 235 m            | 750 P/h   | 1965    | 2008    | Garaventa                                    |
| -                          |  | Wildhaus-Oberdorf 1     | 2er Sesselbahn                 | 800 m  | 214 m            | 450 P/h   | 1949    | 1995    | Von Roll                                     |
| -                          |  | Wildhaus-Oberdorf 2     | 2er Sesselbahn                 | 800 m  | 213 m            | 900 P/h   | 1972    | 1995    | Habegger                                     |
| -                          |  | Oberdorf-Gamsalp        | Kombilift 2-SLE und 1-CLF      | 1981 m | 527 m            | 700 P/h   | 1958    | 1982    | Oehler(umbau zu Kombilift 1962 durch Oehler) |
| -                          |  | Oberdorf-Gamsalp        | Gurtenschlepplift System Hefti | 1950 m | 531 m            | -         | 1946    | 1958    | Oehler                                       |
| -                          |  | Wildhaus-Oberdorf       | Funischlittenbahn System Annen | 790 m  | 213 m            | 90 P/h    | 1937    | 1949    | Annen                                        |

#### Gondelbahn Gamplüt
| Nr. |  | Name             | Typ                     | Länge  | Höhen- differenz | Kapazität | Baujahr | Hersteller |
| --- |  | ---------------- | ----------------------- | ------ | ---------------- | --------- | ------- | ---------- |
| J   |  | Wildhaus-Gamplüt | 2×4er-Gruppenpendelbahn | 1244 m | 269 m            | 0080 P/h  | 1993    | Streiff    |

#### Skigebiet Chäserrugg (Toggenburg Bergbahnen)
| Nr. |  | Name                              | Typ                 | Länge  | Höhen- differenz | Kapazität | Baujahr | Hersteller |
| --- |  | --------------------------------- | ------------------- | ------ | ---------------- | --------- | ------- | ---------- |
| K   |  | Unterwasser-Iltios                | 100er-Standseilbahn | 1210 m | 440 m            | 0850 P/h  | 1934    | Von Roll   |
| L   |  | Iltios-Chäserrugg                 | 80er-Pendelbahn     | 3452 m | 912 m            | 0520 P/h  | 1972    | Von Roll   |
| M   |  | Chäserrugg                        | Skilift             | 1800 m | 363 m            | 1000 P/h  | 1981    | Garaventa  |
| N/O |  | Espel-Stöfeli-Chäserrugg          | 10er-Gondelbahn     | 2494 m | 809 m            | 2500 P/h  | 2015    | Garaventa  |
| P   |  | Iltios                            | Skilift             | 0551 m | 105 m            | 1000 P/h  | 1959    | Städeli    |
| S   |  | Alt St. Johann-Alp Sellamatt      | 4er-Kombibahn       | 1490 m | 501 m            | 1200 P/h  | 2003    | Garaventa  |
| T   |  | Verbindungslift Sellamatt-Zinggen | Tellerlift          | 0572 m | 043 m            | 0700 P/h  | 1999    | Garaventa  |
| U   |  | Ruestel                           | 4er-Sesselbahn      | 1133 m | 298 m            | 1400 P/h  | 1999    | Garaventa  |

### Skipisten
| Schwierigkeitsgrad   | Anzahl Pisten | Länge   |
| -------------------- | ------------- | ------- |
| leicht               | 02            | 02,8 km |
| mittel               | 09            | 17,1 km |
| schwer               | 02            | 03,1 km |
| gesamt (ohne Routen) | 13            | 23,0 km |
| Abfahrtsroute        | 02            | 09,4 km |

| Schwierigkeitsgrad   | Anzahl Pisten | Länge |
| -------------------- | ------------- | ----- |
| leicht               | 07            | 10 km |
| mittel               | 12            | 30 km |
| schwer               | 02            | 05 km |
| gesamt (ohne Routen) | 21            | 45 km |
| Abfahrtsroute        | 02            | 05 km |

## Geschichte

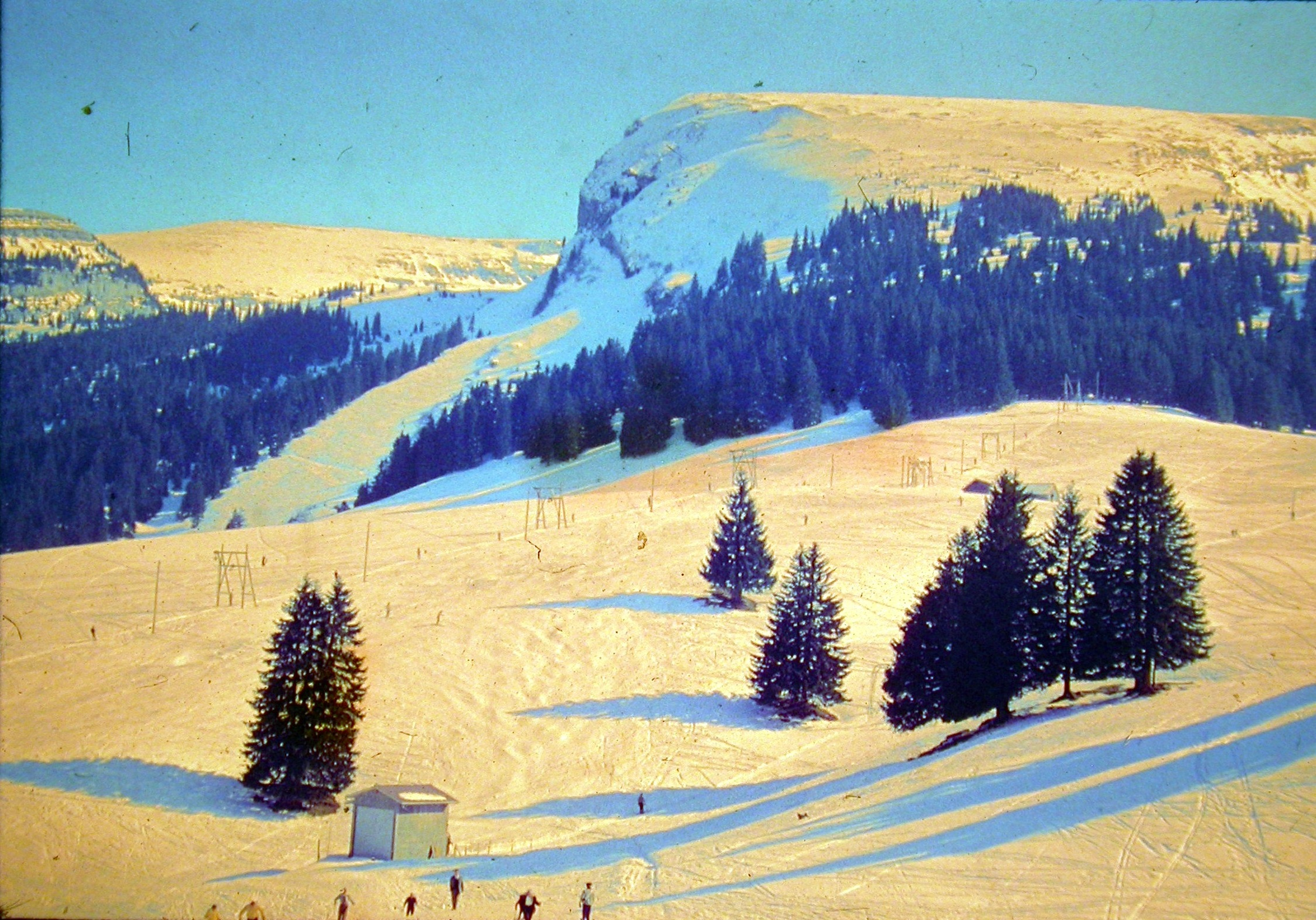
Skigebiet Toggenburg in den 1960er Jahren

Als erste Bergbahn im Gebiet wurde 1934 die Drahtseilbahn Unterwasser–Iltios eröffnet, 1937 folgte die „Funi“-Schlittenbahn in Wildhaus. Ebenfalls noch vor dem Zweiten Weltkrieg wurde der Gurtenlift Iltios–Stöfeli errichtet, unmittelbar nach dem Krieg wurden weitere Bahnen auf die Gamsalp und die Alp Selamatt gebaut. Ende der Fünfziger- bis Mitte der Siebzigerjahre folgten zahlreiche Ausbauten; sieben von acht der heute noch betriebenen Skilifte stammen aus dieser Zeit. Ein erstes Konzessionsgesuch für eine Seilbahn auf den Chäserrugg wurde bereits 1961 eingereicht, die Luftseilbahn Iltios–Chäserrugg konnte jedoch erst 1972 eingeweiht werden.
Ebenfalls in den Siebzigerjahren wurde auf der gegenüberliegenden Talseite das Skigebiet Sonnenseite Wildhaus eröffnet, das eine Sesselbahn und zwei Skilifte umfasste. 1990 wurde der Betrieb eingestellt. Die Bergbahnen standen vor dem vollständigen Abbruch, jedoch wurde die Sesselbahn von Privaten gerettet und in die Gruppenpendelbahn Wildhaus–Gamplüt umgebaut.

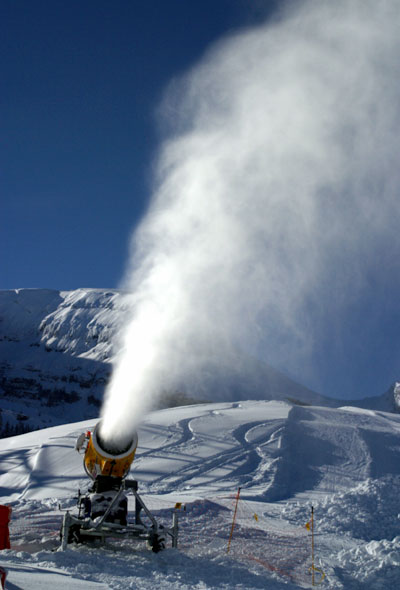
Schneekanone der Toggenburg Bergbahnen AG

Bereits Anfang der Neunzigerjahre wurden die ersten Beschneiungsanlagen in Betrieb genommen, um auch in Zukunft die Schneesicherheit zu garantieren. Zur Jahrtausendwende konnte mit dem Bau der Verbindungspisten im Bereich zwischen Gamserrugg und Chäserrugg ein wichtiges Projekt zur besseren Verknüpfung der Skigebiete realisiert werden. Zudem wurde in leistungsfähige kuppelbare Sesselbahnen investiert.
Nachdem in den folgenden Jahren Verhandlungen zur Gesamtfusion aller Bergbahnunternehmen gescheitert waren, kam 2008 lediglich die Fusion der Sportbahnen Alt St. Johann-Selamatt (SAS) und der Bergbahnen Unterwasser-Iltios-Chäserrugg (BUIC) zur Toggenburg Bergbahnen AG mittels feindlicher Übernahme zustande. 2014 übernahm die Toggenburg Bergbahnen AG die Stöfeli AG und die Skilifte Iltios AG, um die baufälligen Skilifte Espel und Stöfeli abzureissen und an deren Stelle eine 10er-Gondelbahn vom Espel auf den Chäserrugg mit Mittelstation beim Stöfeli zu errichten. Diese neue Bahn wurde im Sommer 2015 erstellt. Eine Fusion mit der Bergbahnen Wildhaus AG ist jedoch weiterhin nicht in Sicht.